# Trichotoma michaelseni
Espèce
Synonymes
- Lipophaga michaelseni Kraepelin, 1914

Trichotoma michaelseni est une espèce de solifuges de la famille des Gylippidae.

## Distribution
Cette espèce est endémique de Namibie.

## Description
Le mâle décrit par Roewer en 1933 mesure 17 mm et la femelle 23 mm.

## Étymologie
Cette espèce est nommée en l'honneur de Wilhelm Michaelsen.

## Publication originale
- Kraepelin, 1914 : Skorpione und Solifugae. Beiträge zur Kenntniss der Land- und Süsswasserfauna Deutsch-Südwestafrikas. Ergebnisse der Hamburger deutsch-südwestafrikanischen Studienreise 1911, vol. 1, p. 107-136 (texte intégral).